# Rio Ghiorfaş Creek
O Rio Ghiorfaş Creek é um rio da Romênia, afluente do Mureş, localizado no distrito de Mureş.